# Polistes torresae
Polistes torresae är en getingart som beskrevs av Silveira 1996. Polistes torresae ingår i släktet pappersgetingar, och familjen getingar. Inga underarter finns listade i Catalogue of Life.